# 沼津市立病院
沼津市立病院（ぬまづしりつびょういん）は静岡県沼津市にある病院である。1928年（昭和3年）4月設立。病床数500。静岡県東部地域の中核病院である。
1869年（明治2年）12月、沼津兵学校の附属医療機関であった沼津陸軍医学所が沼津病院と改称され、後に駿東病院となるが1945年（昭和20年）、海軍共済病院に譲渡される。同年12月、日本海軍の解体に伴い海軍共済病院も閉鎖され、同病院の施設は沼津市と富士宮市にそれぞれ移管された。1988年（昭和63年）7月、現在地に移転。現在の建物は、第30回BCS賞を受賞した。
沼津市・三島市など6市4町で構成される駿東田方2次保健医療圏の地域医療支援病院の承認を受ける。救命救急センターや周産期母子医療センターでは隣接する2次保健医療圏の医療も分担するほか、災害拠点病院の指定を受け、DMATチームを有する。病院の基本理念は「市民のために　共に歩む病院」。

## 医療機関の指定等
- 保険医療機関
- 救急告示医療機関
- 労災保険指定医療機関
- 指定自立支援医療機関（更生医療・育成医療）
- 身体障害者福祉法指定医の配置されている医療機関
- 生活保護法指定医療機関
- 結核指定医療機関
- 指定養育医療機関
- 原子爆弾被害者医療指定医療機関
- 原子爆弾被害者一般疾病医療取扱医療機関
- 公害医療機関
- 母体保護法指定医の配置されている医療機関
- 地域医療支援病院
- 災害拠点病院
- 救命救急センター
- 臨床研修指定病院（管理型）
- がん診療連携拠点病院
- エイズ治療拠点病院
- DPC対象病院
- 地域周産期母子医療センター

## 周辺の施設
- 静岡県沼津赤十字血液センター
- 静岡県自動車学校沼津校

## 交通アクセス
- JR東海東海道本線沼津駅南口より富士急シティバス8番・9番乗り場から乗車・沼津市立病院下車。